# Малечкин, Юрий Никифорович
Юрий Никифорович Малечкин (Юшка Соловей) — основатель города Шадринска (ныне  город областного подчинения Курганской области). 
Юрий Малечкин родился в 1620-х годах по одним данным в Поморье, а по другим данным он из казацкого роду.
В 7171 (1662) году отправил тобольскому воеводе князю И. А. Хилкову прошение об устройстве острога и слободы на месте брошенной промысловой заимки Ефима Шадрина. В «наказной памяти» от 16 (26) сентября 1662 года указывалось «Юшке, приехав на Шадрину заимку, где острожной лес вожен и дворы ставлены, слободу строить и крестьян вновь из вольных и гулящих и прохожих людей призывать в тою слободу на государеву десятинную пашню». К 1665 году построено четыре двора пашенных крестьян и 6 дворов беломестных казаков.
Юрий Никифорович за веселый, добродушный характер и общительность был прозван в народе Юшка-Соловей, за то, что соловьем заливался, когда расписывал всю прелесть этих мест тем, кого звал сюда переселяться.
В 1664 году был готов острог: с трех сторон его окружали рубленые стены с валами и рвами, а с южной стороны укрепление выходило на реку Исеть.
В 1665 году отстранён от должности слободчика. 
Дальнейшая судьба Ю. Малечкина неизвестна.